# Clone (Threshold)
Clone è il quarto album del gruppo progressive metal inglese Threshold.

## Formazione
- Andrew "Mac" McDermott: voce
- Karl Groom: chitarra
- Nick Midson: chitarra
- Jon Jeary: basso
- Richard West: tastiere
- Mark Heaney: batteria

## Tracce
1. Freaks – 5:32
2. Angels – 6:42
3. The Latent Gene – 8:00
4. Lovelorn – 5:41
5. Change – 4:33
6. Life's Too Good – 5:27
7. Goodbye Mother Earth – 7:58
8. Voyager II – 9:04
9. Sunrise on Mars – 5:47